# Xã Scorio, Quận Williams, Bắc Dakota
Xã Scorio (tiếng Anh: Scorio Township) là một xã thuộc quận Williams, tiểu bang Bắc Dakota, Hoa Kỳ. Năm 2010, dân số của xã này là 37 người.